# Coone
Pour les articles homonymes, voir Bauweraerts.
Coone, de son vrai nom Koen Bauweraerts, né le 30 mai 1983, est un producteur, compositeur, et disc jockey de hardstyle belge. Il mixe sur les scènes de beaucoup d'événements électroniques nationaux et à travers le monde, comme Tomorrowland, Summerbust, Defqon.1, Decibel Outdoor Festival, Intents Festival, etc. Parmi toutes les collaborations qu'il a effectuées auprès des grands noms du hardstyle tels que Zatox et Psyko Punkz, Coone compose un son unique et distinct par son propre label, Dirty Workz, qu'il a fondé en 2006.
Au fil de sa carrière, il fait paraître bon nombre de chansons et albums qui atteindront les classements musicaux internationaux. Il parvient également à atteindre le DJ Mag Top 100, dans lequel il atteint la 45e position en 2014. Bauweraerts compte un total de cinq albums studio : My Dirty Workz (2008), The Challenge (2011), Global Dedication (2013), Less is More (2016) et A New Decade (2023).

## Biographie

### Débuts (1998–2004)
Coone, de son vrai nom Koen Bauweraerts, est né le 30 mai 1983 à Turnhout, en Région flamande, Belgique. Il commence sa carrière en tant que disc-jockey dès l'âge de 15 ans, en 1998,. Guidé par sa créativité naturelle et son intérêt pour la musique, il combine la production ainsi que l'art du mix. À cette période, il est déjà cité comme l’un des talents les plus prometteurs dans les styles de musiques « hard ». Il compose son premier EP, intitulé Protect The Innocent, à l'âge de 18 ans, qu'il fait paraître en 2002.

### Dirty Workz etThe Challenge(2005–2011)
En 2005, il devient disc jockey résident de la discothèque Complex à Saint-Nicolas, en province de Flandre-Orientale jusqu'en 2009. En 2006, Bauweraerts fonde son propre label indépendant, Dirty Workz, qui deviendra l'un des labels les plus respectés de la scène hardstyle,,. Bauweraerts explique : « J'ai voulu donner une liberté totale à ma musique, être capable de faire mes propres sons. » La même année, il fait paraître l'album Reverze - The Compilation, un album mix bien accueilli sur Partyflock avec une note de 79/100. Toujours en 2006, il participe à un mix sur la série de compilations Hard Bass, Hard Bass volume 06 - Mixed by Luna and DJ Coone, bien accueilli sur Partyflock avec une note de 85/100. Il fait également paraître Pitch Up, sorti en Belgique en 2007, qui atteint, pendant deux semaines, la 33e place du top 100 sur Ultratop Belgique néerlandophone, le 5 mai 2007.
En 2007, il compose l’hymne de l'événement Reverze, hymne intitulé The Chosen One. À 24 ans, Coone forme une collaboration très appréciée des fans, appelée Coone & the Gang. Cette association constitue un pilier de la scène hard dance en Belgique, scène qui se médiatise à cette époque. Son expérience se concrétise via un album, enregistré en un mois et recueillant des morceaux issus de ses collaborations avec les grands noms de la scène hard dance. Cet album est positivement accueilli par les fans et marque un tournant dans la carrière de Coone. En 2008, il fait paraître son premier album, et compilation CD/DVD intitulé My Dirty Workz. L'album est généralement bien accueilli par la presse spécialisée, et atteint, pendant treize semaines, la 13e place du top 100 le 1er mars 2008. Par ailleurs, en 2008, il participe au mix du premier CD de la compilation Complex - File V, accueilli d'un 83/100 sur Partyflock. Le 4 novembre 2009, il fait paraître l'album Dirty Workz Deluxe qui atteint, pendant une semaine, la 72e place du top 100 belge le 14 novembre 2009.
En 2011, il fait paraître l'album The Challenge, résultat d'un mois entier de travail. Bauweraerts met épisodiquement en ligne chaque étape de l'enregistrement sur son compte YouTube ; il est suivi par un cadreur filmant ses faits et gestes, tout en collaborant avec les musiciens Zatox, Psyko Punkz, Deepack et Da Tweekaz. Finalement, l'album est bien accueilli par la presse spécialisée, notamment sur Partyflock avec un score de 93/100,. Il atteint également, pendant six semaines, la 19e position le 30 avril 2011 des classements musicaux belges néerlandophones, et 59e des classements musicaux belges francophones. Le 22 octobre 2011, il organise la deuxième édition de Coone & The Gang au Lotto Arena d'Anvers, afin de célébrer son entrée dans le DJ Mag Top 100, à la 41e place.

### Global Dedication(2013–2015)

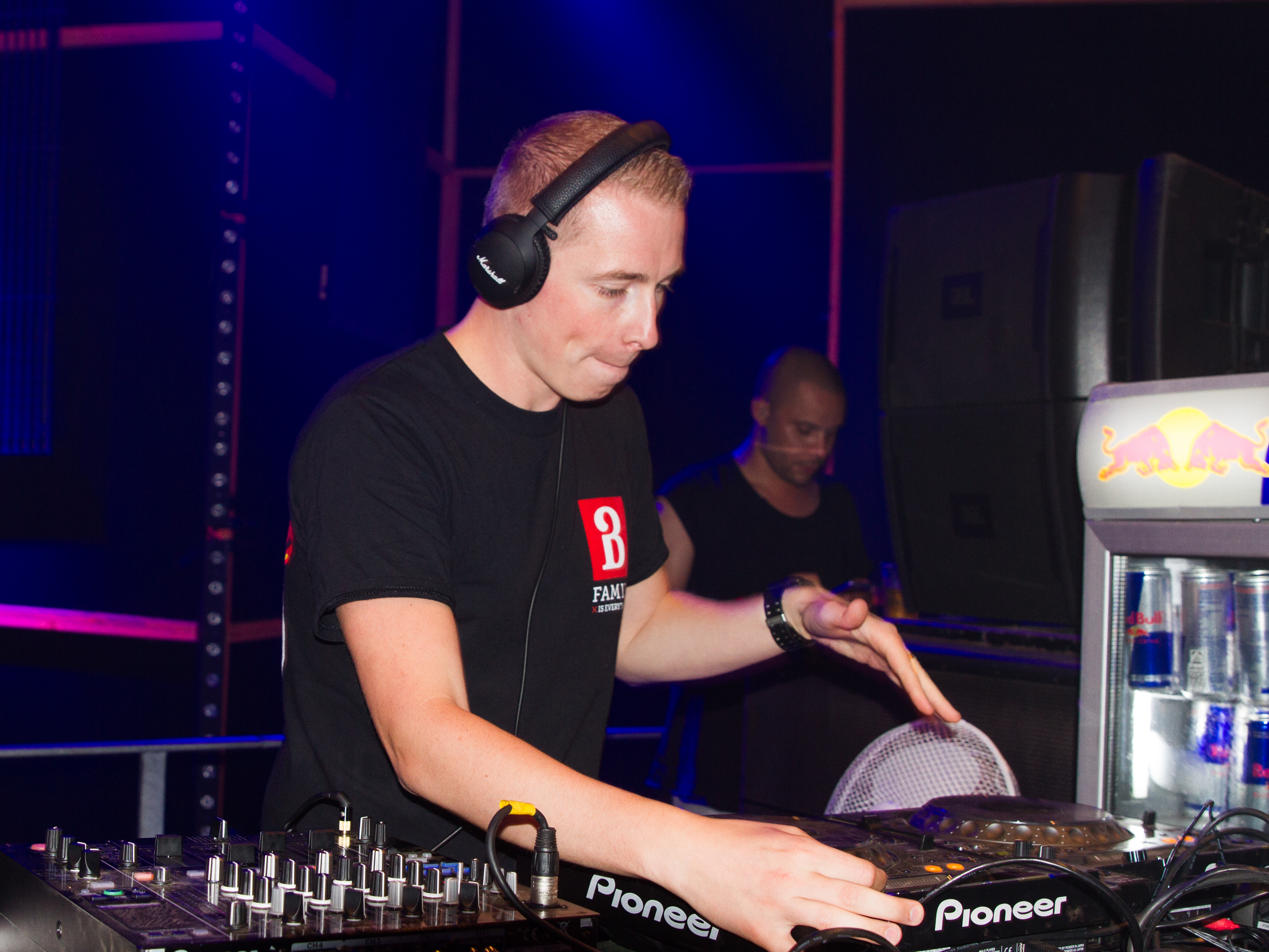
Coone à Airbeat One, en 2015.

En 2013, Bauweraerts signe avec le label Dim Mak Records, ce qui devrait lui permettre d'élargir son audience à l'international. L'annonce est faite via une vidéo tournée lors du Miami Music Week. Il y fait paraître un nouveau single, Times Gettin’ Hard, en août 2013, une collaboration avec le rappeur K19, classé 5e au classement Hard Dance Top Tracks sur Beatport,. Il suit directement de deux nouveaux titres Our Fairytale (Theme of Tomorrow 2013) le 13 septembre, et Zombie Killer en collaboration avec le rappeur Kritikal, spécialement pour le jour d'Halloween, le 31 octobre.
Il annonce, par la suite, la sortie d'un nouvel album pour décembre, intitulé Global Dedication, aux labels Dim Mak Records et Dirty Workz. La sortie de cet album, bien accueilli par la presse spécialisée,, et ayant atteint les classements musicaux belges, suit d'une tournée nord-américaine, et de performances dans les plus grands festivals de musiques électroniques dont Tomorrowland, Mysteryland (au Chili), Defqon.1, et TomorrowWorld. Selon Bauweraerts, cet album « se compose du son et de l'émotion engendré par le hardstyle partout dans le monde [...] J'utilise beaucoup le mot ‘dedication’. Je pense vraiment que les fans de hardstyle sont les gens les plus fidèles de la scène EDM. »
À la 2013, il annonce une collaboration avec le groupe Linkin Park, pour un remix. En 2014, il participe à un mix de la compilation Hard Bass 2014.

### Less is More(depuis 2016)
À la fin 2015, Coone annonce l'arrivée d'un quatrième album studio pour 2016 à la surprise des fans. Au début de 2017, Coone et Act of Rage sont sélectionnés pour le remix du morceau Invisible Children de KSHMR et Tigerlily. Ce morceau est joué dans plusieurs festivals par Coone, mais ce dernier demandera à KSHMR l'autorisation de créer une nouvelle version ; cette version est diffusée pour la première fois à Defqon.1.

## Discographie

### Albums studio
- 2008 : My Dirty Workz (541, filiale de N.E.W.S Records)
- 2011 : The Challenge (Toff Music)
- 2013 : Global Dedication (Toff Music)
- 2016 : Less is More (Dirty Workz)
- 2023 : A New Decade (Dirty Workz / Toff Music)

### Singles et EP
- 2002 : Protect The Innocent (Hardball Records)
- 2003 : The Name of My DJ (Puncher)
- 2003 : And The Beat Goes On (Puncher)
- 2005 : Love/Nord Station (Zoo Records)
- 2005 : Getting Down (Zoo Records)
- 2006 : Infected (Reverze Anthem) (Zoo Records)
- 2006 : Pitch Up feat. Ghost (GS2)
- 2006 : Cracked/Life Is Complex (Dirty Workz)
- 2006 : Gonna Cum EP (Zoo Records)
- 2007 : The Chose One (Zoo Records)
- 2007 : The Return (Remixes) (Tuning Beats)
- 2007 : Words From The Gang feat. Mr Ice (Zoo Records)
- 2007 : Bounce on Ya Sneakerz/Keep It Whoat (Dirty Workz)
- 2008 : Xpress Yourself/My Dirty Workz (Dirty Workz)
- 2008 : We Don't Care feat. Ruthless (Dirty Workz)
- 2008 : My Dirty Workz/Sampler 1 (Dirty Workz)
- 2008 : Earthquake/Fuck Your Request (Dirty Workz)
- 2008 : Words from the Gang (Zoo Limited)
- 2009 : Collaborations EP (Dirty Workz)
- 2009 : Creation of Life feat. D-Block & S-te-fan (Zoo Records)
- 2009 : Mayday Dream (Bonzai Tribute)/Unity (Deepack Remix) ft. Deepack (Dirty Workz)
- 2010 : Throw Ya Handz/Twilight Zone (Dirty Workz)
- 2010 : Starf*ckers EP (Dirty Workz)
- 2011 : Travelling feat. Scope DJ (Dirty Workz)
- 2011 : Audio Attack feat. Zatox (Dirty Workz)
- 2011 : The Challenge (Evil Activities Remix) (Dirty Workz)
- 2011 : The Words feat. Psyko Punkz (Dirty Workz)
- 2011 : Universal Language (Dirty Workz)
- 2013 : Times Gettin' Hard feat. K19 (Dim Mak Records)
- 2013 : Our Fairytale feat. Chris Madin (thème de Tomorrow 2013) (Dim Mak Records)
- 2013 : Madness feat. Lil Jon et Like Mike & Dimitri Vegas (Dim Mak Records)
- 2013 : Zombie Killer (Dirty Workz, Dim Mak Records)
- 2013 : HeadBanger (Pelussje Remix) (Zoo Records)
- 2014 : Aladdin on E (Dirty Workz, Dim Mak Records)
- 2014 : 150 BPM (Remixes) EP ft. Jim Ferren (Dim Mak Records)
- 2014 : Can't Stop The Swag ft. Steve Aoki (Dim Mak Records)

### Remixes
- 2012 : Hardbass Chapter 24 feat. Art of Punk vs. Illuminatorz, et Coone vs. Psyko Punkz (Polystar)
- 2013 : Bassleader 2013 - Elements of the Harder Styles feat. Coone, Lords of Tek, Chain Reaction et T-Junction (Toff Music)
- 2014 : Coone and the Gang - Escape on NYE
- 2014 : This Is Coone 2013-2014 (Dirty Workz)
- 2014 : This Is Coone 2014-2015 (Dirty Workz)